# Asparagus katangensis
Asparagus katangensis là một loài thực vật có hoa trong họ Măng tây. Loài này được De Wild. & T.Durand mô tả khoa học đầu tiên năm 1901.